# 이벳 몬레알
이벳 몬레알(Yvette Monreal, 1992년 7월 9일 ~ )은 미국의 배우, 텔레비전 배우, 영화배우이다. TV 출연에는 마타도르(2014), 페이킹 잇(2014), 스타걸(2020)에서 욜란다 몬테즈/와일드캣 역이 포함되었다. 또한 액션 영화 람보 : 라스트 워에서 존 람보의 관리인의 손녀로 출연한다.
로스앤젤레스에서 태어났다.

## 영화
- 람보 : 라스트 워

## 방송
- 어쿼드
- 페이킹 잇
- 포스터 가족
- NCIS (드라마)
- 레전드 오브 투모로우
- 스타걸
- 페이킹 잇 2